# Tales from the Twilight World
Tales from the Twilight World ist das dritte Studioalbum der deutschen Metal-Band Blind Guardian. Es wurde 1990 aufgenommen und veröffentlicht.

## Entstehung
Tales from the Twilight World war das erste Album der Band, bei dem der Künstler Andreas Marschall das Artwork für das Cover zeichnete. Produzent des Albums war wie auf den beiden Vorgängeralben und auf dem Nachfolgewerk Kalle Trapp, die Aufnahmen fanden im April und Mai 1990 erneut in den Karo-Studios in Hamburg statt. An den Aufnahmen war als Gastmusiker Kai Hansen von Gamma Ray beteiligt, der zum Lied The Last Candle ein Gitarrensolo beisteuerte und bei Lost in the Twilight Hall einige Passagen sang. Außerdem wirkten Piet Sielck von der Band Iron Savior sowie verschiedene Studiotechniker inklusive Kalle Trapp als Backgroundsänger mit.

## Musikstil
Stilistisch markiert dieses Album das vorläufige Ende der von Speed/Thrash Metal geprägten Frühphase der Band. Dabei fanden vermehrt charakteristische Gitarrenbreaks, mehrstimmiger Chorgesang und Tempiwechsel Verwendung, ebenso wie die Band nun langsamere Stücke oder Balladen vorbrachte. Dennoch sind auch noch zahlreiche Anleihen an die Vorgängeralben enthalten, was unter anderem hohes Tempo und eher einfache Riffs in den Strophen der Lieder bedeutet. Die gesamte Tendenz der musikalischen Entwicklung wies jedoch eher den Weg zu den musikalisch stark ausgearbeiteten Nachfolgealben Somewhere Far Beyond (1992) und Imaginations from the Other Side (1995).
Vor allem Fantasy- und Science-Fiction-Literatur bildete die Grundlage für die Texte des Albums. So verarbeitet der Song Traveler in Time die SF-Romane der Dune-Serie von Frank Herbert. Tommyknockers und Altair 4 basieren auf Stephen Kings Roman Das Monstrum (englisch The Tommyknockers). Mit Lord of the Rings wird J. R. R. Tolkiens Herr der Ringe verarbeitet, was sich in der Folgezeit zu einem bedeutenden Thema entwickeln sollte. Neben den literarischen Werken wird auch ein Film textlich umgesetzt, und zwar E.T. – Der Außerirdische im Lied Goodbye My Friend.

## Wirkung und Rezeption
Die Kritiken zum Album waren nach dem als unspektakulär kritisierten Vorgängeralbum durchgehend gut bis sehr gut. Die Zeitschrift Rock Hard nahm 2001 das Album als einziges Werk der Band in ihre Liste Top 300 – Die besten Scheiben aller Zeiten auf.
Die Lieder des Albums gehören seit Veröffentlichung zum festen Live-Repertoire der Band. Auf dem 1992 in Japan mitgeschnittenen Tokyo Tales-Livealbum standen vier Lieder des Albums, mehr als von dem zu dieser Zeit gerade aktuellen Somewhere Far Beyond-Album. Auf dem 2003 erschienenen Live-Doppelalbum Live gehörten noch Welcome to Dying, Lost in the Twilight Hall und Lord of the Rings zum Programm.
Auf der 1996 erschienenen Kompilation The Forgotten Tales war eine als „orchestral version“ ausgewiesene Fassung des Songs Lord of the Rings enthalten.

## Titelliste
1. Traveler in Time (5:59)
2. Welcome to Dying (4:47)
3. Weird Dreams (1:19)
4. Lord of the Rings (3:14)
5. Goodbye My Friend (5:33)
6. Lost in the Twilight Hall (5:58)
7. Tommyknockers (5:09)
8. Altair 4 (2:26)
9. The Last Candle (5:59)
10. Run for the Night (Live-Bonustrack; 3:38)

- Gesamtspielzeit: 40:47 bzw. 44:31 inklusive Bonustrack.
- Run for the Night, ein Lied des Debütalbums Battalions of Fear, ist als Livetrack auf der CD-Ausgabe des Albums enthalten.